# Щецин (Лодзинське воєводство)
Щецин (пол. Szczecin) — село в Польщі, у гміні Дмосін Бжезінського повіту Лодзинського воєводства.
Населення — 168 осіб (2011).
У 1975-1998 роках село належало до Скерневицького воєводства.

## Демографія
Демографічна структура станом на 31 березня 2011 року:
|          | Загалом | Допрацездатний вік | Працездатний вік | Постпрацездатний вік |
| -------- | ------- | ------------------ | ---------------- | -------------------- |
| Чоловіки | 82      | 17                 | 54               | 11                   |
| Жінки    | 86      | 15                 | 45               | 26                   |
| Разом    | 168     | 32                 | 99               | 37                   |